# Val-de-Sos
Val-de-Sos es una comuna francesa situada en el departamento de Ariège, de la región de Occitania, creada el 1 de enero de 2019.

## Geografía
Está ubicada en el valle de Vicdessos, a 25 km al sur de Foix. Pertenece a la región natural de Sabarthès.

## Historia
Fue creada el 1 de enero de 2019 como una comuna nueva, en aplicación de una resolución del prefecto de Ariège del 16 de julio de 2018 con la unión de las comunas de Goulier, Sem, Suc-et-Sentenac y Vicdessos, pasando a estar el ayuntamiento en la antigua comuna de Vicdessos.